# فولفغانغ كاسبر
فولفغانغ كاسبر هو اقتصادي أسترالي من أصلٍ ألماني، ولد في 18 مارس 1939 في ألمانيا.